# Pineda de Can Ferrer del Coll
La pineda de Can Ferrer del Coll (Pinus halepensis) és una pineda excepcional que es troba a Piera (l'Anoia), la qual té els pins més alts que s'han mesurat mai a Catalunya.

## Dades descriptives
- Perímetre del tronc a 1,30 m: 2,88 m.
- Perímetre de la base del tronc: 3,72 m.[2]
- Alçada: 38 m.
- Amplada de la capçada: 14,8 m.
- Altitud sobre el nivell del mar: 182 m.

## Entorn
Se situa en una pineda mixta, de pi blanc i pi pinyer, on s'alternen alzines, algun freixe de fulla petita, lledoners, oms, així com llentiscles, esparregueres boscanes, arítjols, esbarzers, miraguans falsos i canyes. Pocs metres més enllà, a prop de la riera hi ha diversos polls negres. També hi són comunes plantes com la morella de paret, l'orenga, la sajolida, la ravenissa blanca, el mercurial, la carabassina i la tomaquera del diable. Pel que fa a la fauna, als arbres s'hi veuen senyals d'abundància de banyarriquer. Els ocells que s'hi poden observar són el xoriguer, el pinsà, el pit-roig, el gaig, la mallerenga petita, el rossinyol (a l'estiu), el rossinyol balquer, el tord, el pica-soques blau i el picot verd. Respecte a alguns mamífers, es troben fruits rosegats per la rata negra i abundants furgades de senglar.

## Aspecte general
En general, són pins sans, que presenten un molt alt nivell de creixement vertical. El principal factor que pot fer perillar la salut d'aquests pins són les ventades (de fet, el cicló extratropical Klaus de l'any 2009 va fer caure i malmetre diversos arbres de la pineda).

## Curiositats
A pocs metres de la pineda, abans d'arribar-hi, es troba una alzina de grans dimensions, de 3,70 m a 1,30 m. A prop d'aquesta resta una soca d'una altra gran alzina, que superava els 4 metres de perímetre. És remarcable el fet que hi hagi diversos pins que superen o tenen una volta de canó propera als 3 metres i una alçada que ronda els 35 metres. També hi destaca un llentiscle arbori. Davant la masia de Can Ferrer, hi ha un enorme ametller que fa 3,74 metres de volta de canó i de segur que és dels més gruixuts i vells de Catalunya (de fet, té molta història i se'n diu que anys enrere havia estat refugi dels maquis). A més a més, a la mateixa masia, dins un pati tancat, hi ha un enorme cirerer d'arboç, realment gegantí, que no es pot visitar. La pineda de Can Ferrer del Coll constitueix un lloc habitual d'aplecs i fou declarada Arbreda Monumental l'any 1995.